# Monin (Belgique)
Pour les articles homonymes, voir Monin (homonymie).
Monin  est un  hameau de la commune belge de Hamois située en Région wallonne dans la province de Namur.
Avant la fusion des communes de 1977, Monin faisait partie de la commune d'Achet.

## Situation
Cette localité condrusienne se situe entre les villages d'Achet, Emptinne et Mohiville. La route nationale 4 passe au sud-ouest du hameau.

## Description et patrimoine
Le noyau central et ancien se compose d'un ensemble homogène formé par quelques fermes et fermettes en pierre calcaire du XIXe siècle comme la ferme de la Gazellerie. De nombreuses résidences pavillonnaires de constructions récentes ont porté le nombre d'habitations à environ 80 unités. 
Au nord du hameau, dans la cour d'une ferme, se trouve une petite chapelle en brique dédiée à Notre-Dame de Beauraing. 
Isolé au sud, le château de Monin, d'architecture néo-classique, construit en briques, se situe dans un grand parc arboré.